# Idaho Falls
Idaho Falls – miasto w Stanach Zjednoczonych, w południowo-wschodniej części stanu Idaho, u podnóży Gór Skalistych, nad rzeką Snake. Według danych z 2021 roku liczy 66,9 tys. mieszkańców, oraz 163,3 tys. w obszarze metropolitalnym. Jest czwartym co do wielkości miastem stanu Idaho. 
W mieście rozwinął się przemysł spożywczy.

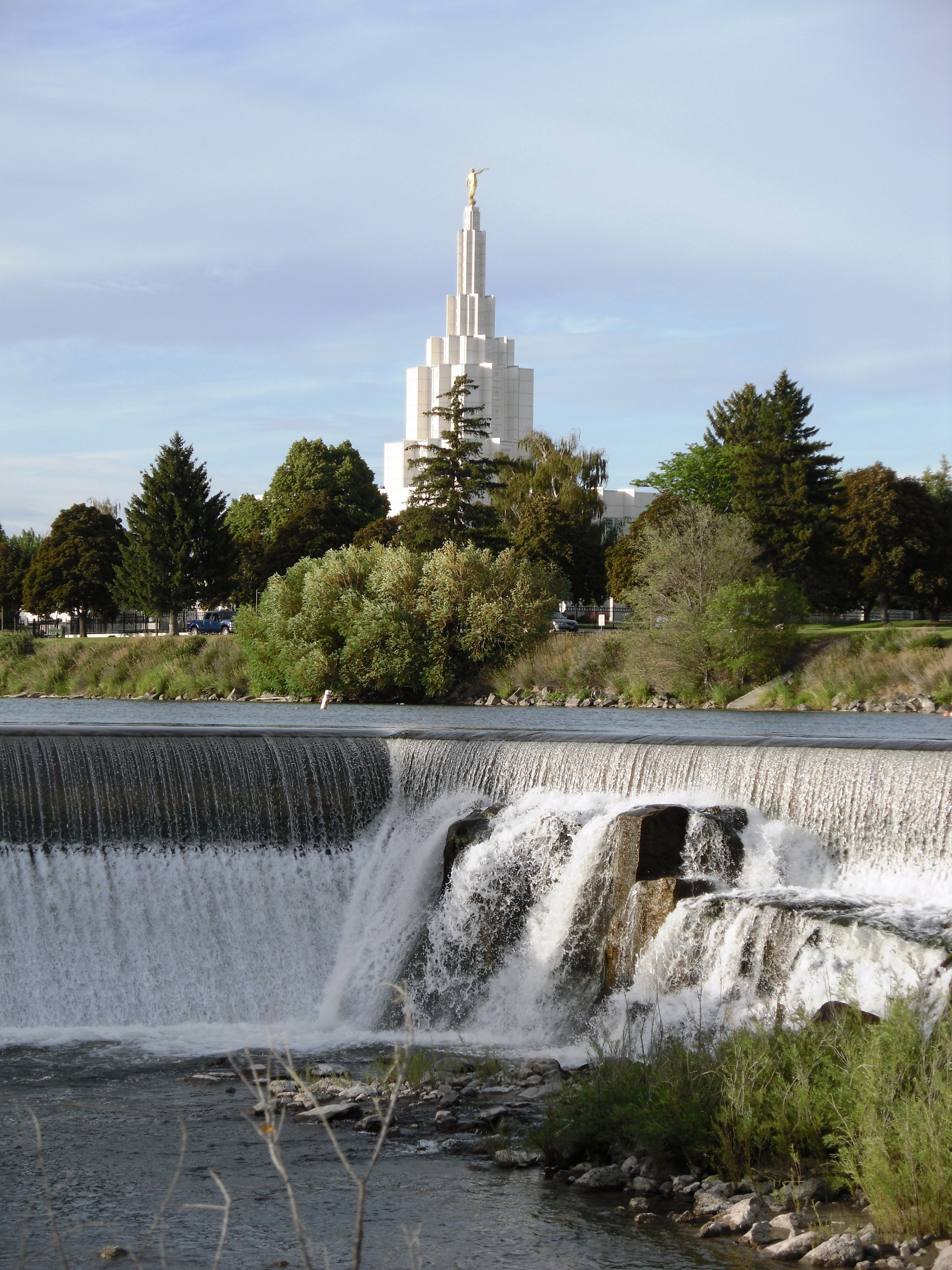
Świątynia mormońska w Idaho Falls

## Religia
Jest najbardziej mormońską aglomeracją, poza stanem Utah, gdzie w 2020 roku 58,8% mieszkańców deklaruje członkostwo w mormońskich kościołach. Do innych zauważalnych grup należały:
- protestanci (gł. baptyści, inni ewangelikalni, zielonoświątkowcy i luteranie) – ok. 10 tys. członków w 47 zborach,
- Kościół katolicki – 8,2 tys. członków w 5 parafiach,
- świadkowie Jehowy – 948 wyznawców w 3 zborach.